# فرودگاه راک هیل (یورک کانتی)
فرودگاه راک هیل (یورک کانتی) (به انگلیسی: Rock Hill/York County Airport) (به زبان بومی: Rock Hill Municipal Airport) یک فرودگاه همگانی بهره‌برداری هوایی با کد یاتا RKH است که یک باند فرود آسفالت دارد و طول باند آن ۱۶۷۶ متر است. این فرودگاه در کشور ایالات متحده آمریکا قرار دارد و در ارتفاع ۲۰۳ متری از سطح دریا واقع شده است.